# طلوع نيوز
طلوع نيوز هي أول قناة إخبارية في أفغانستان تعمل على مدار الساعة طوال أيام الأسبوع، مملوكة لمجموعة MOBY، أُطلِقت في أغسطس 2010. القنوات الشقيقة لها هي قناة طلوع وقناة ليمار في أفغانستان.
القناة متاحة على البث الأرضي عبر أفغانستان والأقمار الصناعية في جميع أنحاء المنطقة. النشرات الإخبارية متاحة على موقعها على الإنترنت. يقع الاستوديو الرئيسي في مدينة كابل.
تبث القناة باللغتين الفارسية الدرية والبشتوية، وهي متاحة عبر الإنترنت ووسائل التواصل الاجتماعي باللغات الإنجليزية والدرية والبشتوية. موقعها على الإنترنت هو www.tolonews.com.

## وصلات خارجية
- الموقع الرسمي
- طلوع نيوز  على فيسبوك.
- TOLOnews على تويتر.
- طلوع نيوز على إنستغرام